# Sten S. Leijonhufvud
Sten Sperling Leijonhufvud, född den 17 november 1875 i Stockholm, död där den 8 november 1957, var en svensk friherre och statistiker. Han var son till Axel Leijonhufvud och far till Stig Leijonhufvud.
Leijonhufvud avlade filosofie kandidatexamen vid Uppsala universitet 1900. Han var anställd i Statistiska centralbyrån 1900–1905, aktuarie 1905–1911, förste aktuarie 1911–1940 (1921–1937 med titeln direktörsassistent) i Stockholms stads statistiska kontor, bibliotekarie i civildepartementet 1906–1907 och 1910–1920, i socialdepartementet 1920–1949, statistiker och sekreterare i Valfrid Palmgrens utredning angående det allmänna biblioteksväsendet i Sverige 1911. Leijonhufvud var hedersledamot av Statistiska föreningen. Han uppgjorde planen till en årsbok för Malmö stad (första årgången 1913) och för Helsingborgs stad (redaktör för första årgången 1937), var medarbetare i Uppland, skildring av land och folk (1901–1908), i Minnesskrift vid Stockholms stadsfullmäktiges 50-årsjubileum (1913), i tidskrifter, utgivare av systern Sigrid Leijonhufvuds skrifter – Bibliografisk översikt (1945), redaktör för första årgången av Kalender över svenska lantbrukare (1908). Leijonhufvud blev riddare av Vasaorden 1928 och av Nordstjärneorden 1949. Han vilar i en familjegrav på Norra begravningsplatsen utanför Stockholm.